# Reckless Love
Reckless Love to fiński glam metalowy zespół powstały w 2001 roku. Początkowo znany jako cover-band Guns N’ Roses o nazwie Reckless Life. W 2004 roku zespół zmienił nazwę na Reckless Love i zaczął wykonywać własne kompozycje. Wokalista zespołu Olli Herman występował w latach 2007–2008 w zespole Crashdïet pod pseudonimem H. Olliver Twisted.
W 2010 r. zespół epizodycznie wziął udział w jedynym odcinku fińskiego serialu Stagelta, występując jako oni sami.
Na 17.11.2010 r. została zaplanowana premiera edycji specjalnej long playa "Reckless Love" pt. Reckless Love - Cool Edition. Komplikacja zawiera wszystkie piosenki z debiutanckiego krążka zespołu, ale również kawałki: "Get Electric", cover Def Leppard "Hysteria", akustyczną wersję "Sex" i "Back To Paradise" oraz remix tego utworu.
19 kwietnia 2011 r. dokładnie o 12:07 polskiego czasu zespół opublikował w Internecie pierwszy singiel promujący ich drugi studyjny album, Animal Attraction, którego premierę zaplanowaną na 5 października tego samego roku, "Hot". Niedługo po tym w sieci został opublikowany teledysk do utworu nakręcony w Los Angeles (Kalifornia, USA). Wkrótce fani zostali obdarowani przedpremierową "zajawką" nowej piosenki, "Young N Crazy", a także tytułami dwóch innych pozycji z Animal Attraction, "On the Radio" i "Born To Break Your Heart". 9 sierpnia na Facebooku grupa opublikowała okładkę owego albumu.
Dnia 5 października 2011 r. miała miejsce premiera albumu Animal Attraction. W dwa dni później muzycy udali się w trasę po Finlandii promującą krążek. Zdradzili też, że nagrali dwa nowe teledyski, w tym jeden do tytułowej piosenki z płyty. 19 października 2011 r. został opublikowany teledysk do piosenki "Animal Attraction". 13 stycznia 2012 roku w serwisie YouTube został opublikowany nowy klip, promujący nowy album, pt. "On the Radio". Piosenka została kilka dni wcześniej wydana w formie singla.
W 2013 roku zespół rozpoczął nagrywanie trzeciego albumu, Spirit. Krążek promowały dwa single, "Night on Fire" oraz "So Happy I Could Die". Oba wspięły się na pierwsze miejsce fińskiej listy przebojów YleX. 16 grudnia 2013 roku grupa ogłosiła trasę po Europie, która ma promować album Spirit. Plany koncertowe objęły także Polskę - występ zespołu został zaplanowany na 5 maja 2014 roku w warszawskiej Proximie.

## Dyskografia
Albumy studyjne
| Rok  | Tytuł                                                                   | Pozycja na liście |
| Rok  | Tytuł                                                                   | FIN               |
| ---- | ----------------------------------------------------------------------- | ----------------- |
| 2010 | Reckless Love - Data: 10 lutego 2010 - Wydawca: Spinefarm Records       | 13                |
| 2011 | Animal Attraction - Data: 7 listopada 2011 - Wydawca: Spinefarm Records | 10                |
| 2013 | Spirit - Data: 28 sierpnia 2013 - Wydawca: Universal Music, Spinefarm   | 3                 |
| 2016 | InVader - Data: 4 marca 2016 - Wydawca: Spinefarm Records               | 8                 |

Single
| 2004                           | So Yeah!!            | –  |
| 2005                           | Light But Heavy      | –  |
| 2005                           | TKO                  | –  |
| 2006                           | Speed Princess       | –  |
| 2009                           | Beautiful Bomb       | –  |
| 2009                           | One More Time        | –  |
| 2010                           | Badass/Get Electric  | –  |
| 2010                           | Romance              | –  |
| 2011                           | Hot                  | 18 |
| 2011                           | Young & Crazy        | –  |
| 2011                           | Animal Attraction    | –  |
| 2012                           | On the Radio         | –  |
| 2013                           | So Happy I Could Die | –  |
| 2013                           | Night on Fire        | –  |
| "—" pozycja nie była notowana. |                      |    |

## Strony internetowe
- Oficjalna strona internetowa zespołu